# Osiedle Grunwaldzkie w Szczecinie
Osiedle Grunwaldzkie w Szczecinie – jedno z osiedli mieszkaniowych w Szczecinie.

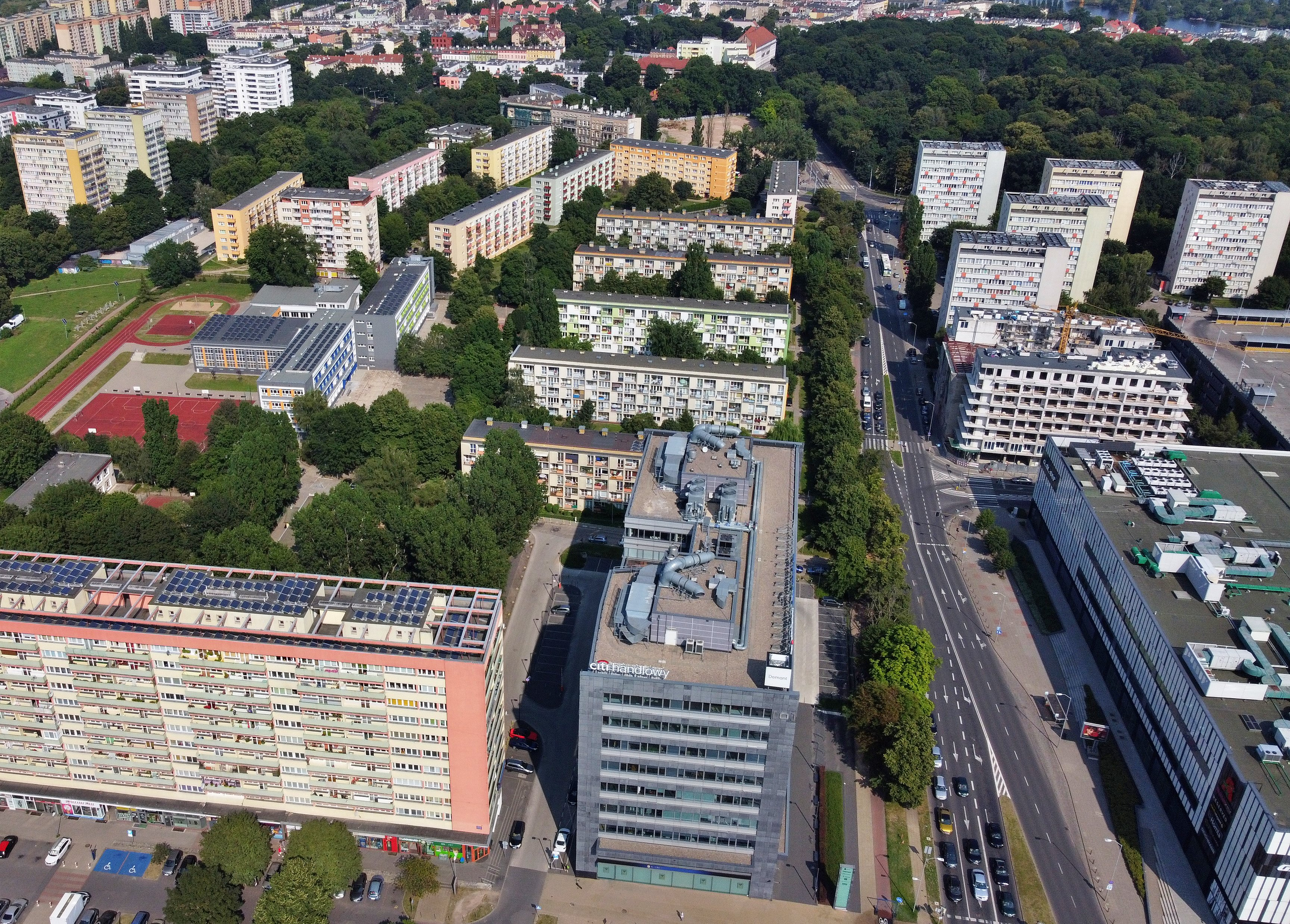
Osiedle Grunwaldzkie (2021)

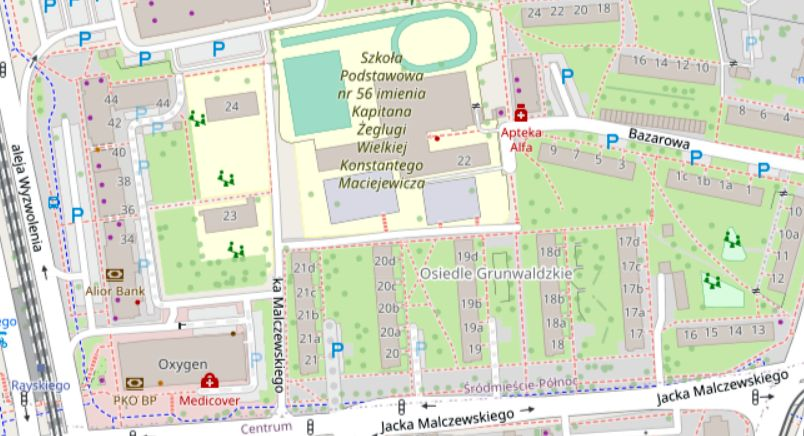
Osiedle Grunwaldzkie w Szczecinie

Osiedle mieszkaniowe w dzielnicy Śródmieście w jego północno-wschodniej części. Powstało w latach 60. XX w. na terenach kompletnie zniszczonych przez alianckie naloty w czasie II wojny światowej. Jest ograniczone ulicami: Bazarową, Żubrów, Jacka Malczewskiego i aleją Wyzwolenia. Projektantami osiedla byli architekci: Mieczysław Janowski, Tadeusz Feliks Lis i Henryk Nardy. Osiedle zostało zabudowane 4- i 5-piętrowymi blokami. Do ich budowy zastosowano opracowaną na Politechnice Szczecińskiej nowatorską technologię wibroodpowietrzanych ściennych i stropowych płyt betonowych produkowanych poligonowo. Nie była to typowa technologia tzw. wielkiej płyty, wprowadzona do Szczecina dopiero w latach 70. XX w.  
Na osiedlu wyróżniał się 13-kondygnacyjny Dom Marynarza, rozebrany w 2018, a także zamieszkany przez ok. 1400 osób 11-kondygnacyjny „Mrówkowiec” przy al. Wyzwolenia 30-44. Znajduje się tu Szkoła Podstawowa nr 56 im. kpt. ż.w. Konstantego Maciejewicza oraz Przedszkole Publiczne nr 41 „Źródełko”. W 2010 oddano do użytku biurowiec „Oxygen”. 
Nazwa jest obecnie rzadziej używana, chociaż jest widoczna na niektórych mapach, np. OpenStreetMap.